# Tragédia de Viloco
A Tragédia de Viloco aconteceu em 26 de setembro de 1969, quando um avião de modelo Douglas DC-6B (prefixo CP-698) acidentou-se numa região montanhosa e de difícil acesso, denominada "La Cancha", situada em Viloco, uma localidade situada no departamento de La Paz. Todos os 69 passageiros (destes, 17 jogadores do The Strongest) e os 5 tripulantes morreram.

## Antecedentes
Em 26 de setembro de 1969, o The Strongest disputara um torneio amistoso em Santa Cruz de la Sierra, e sua participação não foi boa, tendo perdido por 4 a 0 para o Club Petroleros. Em seguida, a delegação, composta por 17 atletas e parte da comissão técnica e da direção, além de um integrante da direção do Cerro Porteño, embarcou para um voo que seguiria direto para a capital boliviana.

## O acidente
No mesmo dia, a Bolívia mergulhou num período complicado na política, uma vez que o General Alfredo Ovando Candía derrubou o presidente Luis Adolfo Siles Salinas. Este fato produziu rumores sobre o acidente, até hoje não confirmados. Às 15 horas e 15 minutos da tarde, a torre de controle do Aeroporto El Trompillo havia perdido contato com a aeronave que transportava a delegação do The Strongest.
Em Viloco, espalhavam-se notícias de que um avião havia se chocado em uma região montanhosa, conhecida por La Cancha, que possuía um difícil acesso, impedindo que veículos e máquinas chegassem ao local, e o resgate dos corpos foi feito por animais de carga. Pelos destroços, uma verificação concluiu que tratava-se do Douglas DC-6B. Nenhum passageiro ou tripulante conseguiu sobreviver. A notícia ganhou repercussão internacional.
O resgate durou até o dia 29, e em 1 de outubro, os corpos chegaram a La Paz, onde foram velados na Catedral de Nossa Senhora de La Paz, e posteriormente sepultados. Em homenagem, o The Strongest construiu um mausoléu.

## Investigações
As causas do acidente nunca foram oficialmente esclarecidas. Provavelmente, o motivo pode ter sido um incêndio no interior do avião.

## As vítimas do acidente
- Jogadores: Armando Angelacio, Orlando Cáceres (paraguaios), Ángel Porta, Hernán Andretta, Héctor Marchetti, Eduardo Arrigó, Raúl Óscar Farfán (argentinos), Julio Alberto Díaz, Oswaldo Franco (bolivianos naturalizados), Ernesto Villegas, Jorge Durán, Juan Iriondo, Óscar Guzmán, Jorge Tapia, Germán Alcázar, Óscar Flores e Diógenes Torrico (bolivianos).
- Comissáo técnica: Eustaquio Ortuño (treinador) e Felipe Aguilar (auxiliar-técnico)
- Direção: José Ayllón Guerra (The Strongest) e Antonio Arena (Cerro Porteño)